# Бора Милутиновић
Велибор Бора Милутиновић (Бајина Башта, 7. септембар 1944) српски и југословенски је бивши фудбалер и тренер. Био је играч Бора, Партизана, ОФК Београда, Монака, Нице и југословенски фудбалски тренер.

## Спортска каријера

### Југославија
Као играч, Милутиновић је играо за осам различитих клубова, три из Југославије и пет из иностранства. Најдуже је играо за Бор и ОФК Београд а у жижу јавности је ушао као играч Партизана. За Партизан је играо у периоду од 1962. па до 1966. године. За време боравка у Партизану је одиграо 210 утакмица (65 првенствених) и постигао је 122 гола (12 првенствених). Са Партизаном је освојио две титуле првака Југославије (1962/63. и 1964/65), а био је и део тима који је постао вицепрвак Европе (1965/66). мада је други део те сезоне провео на позајмици у ОФК Београду.

### Иностранство
После Партизана одлази у Швајцарску и игра за Винтертур из Винтертура.
Из Швајцарске Милутиновић одлази у Француску, тачније прво потписује за Монако, где остаје једну сезону, а после игра за Ницу и Руан из Руана.
Одатле одлази за Мексико и потписује за мексички фудбалски тим Пумас УНАМ. То је био универзитетски тим који је временом прерастао у мексичког прволигаша. У овом клубу Милутиновић је завршио своју активну играчку каријеру и почео да се бави тренерским послом. Пумас му је био први тим који је водио као тренер.

## Тренерска каријера
Бора Милутиновић, иако сам није играо за репрезентацију, је успео да као тренер (тренирао је седам различитих националних тимова) води пет различитих фудбалских репрезентација (Мексико, Костарика, САД, Нигерија и Кина) на пет различитих светских првенстава (Мексико 1986., Италија 1990., САД 1994. и Кореја-Јапан 2002.). Са четири од пет репрезентација, Милутиновић је успео да преброди прву рунду такмичења светског првенства, то једино није успео са репрезентацијом Кине. Због ових успеха је у новинама добио надимак Чудотворац .
| Период     | Репрезентација | Светско првенство  | Статистика                             | Укупно | Успешност |
| 1983—1986. | Мексико        | Мексико 1986.      | Поб-52; Нер-32; Пор-20 ГД-172; ГП-101  | 104    | 65,38%    |
| 1990.      | Костарика      | Италија 1990.      | Поб-3; Нер-0; Пор-6 ГД-7; ГП-13        | 9      | 33,33%    |
| 1991—1995. | САД            | САД 1994.          | Поб-30; Нер-31; Пор-35 ГД-116; ГП-110  | 96     | 47,40%    |
| 1997—1998. | Нигерија       | Француска 1998.    | Поб-3; Нер-2; Пор-6 ГД-10; ГП-22       | 11     | 36,36%    |
| 2000—2002. | Кина           | Кореја-Јапан 2002. | Поб-20; Нер-11; Пор-15 ГД-75; ГП-50    | 46     | 55,43%    |
| 2003—2004. | Хондурас       |                    | Поб-2; Нер-4; Пор-4 ГД-12; ГП-14       | 10     | 40,00%    |
| 2006—2007. | Јамајка        |                    | Поб-0; Нер-0; Пор-7 ГД-; ГП-           | 7      | 00%       |
| 1983—2007  | 6              | 5                  | Поб-110; Нер-80; Пор-93 ГД-392; ГП-310 | 283    | 33,69%    |

Поб-победа, Н-нерешено, Пор-пораза, ГД-голова дато, ГП-голова примљено.
Задња промена: децембар 2008.
Поред фудбалских репрезентација седам различитих држава, Милутиновић је као тренер водио следеће фудбалске клубове:
- Пумас УНАМ (1977—1983)
- Атлетико Сан Лоренцо (1987)
- Удинезе (1987)
- Ред Бул Њујорк (1995—1997)
- Ал Сад Доха (2004—2005)
- Ентенте ССГ (2006)

## Играчка статистика у ФК Партизан
Статистика Боре Милутиновића са Партизановог званичног клупског сајта
| Такмичење                       | Број утакмица | Број голова |
| ------------------------------- | ------------- | ----------- |
| Првенствене                     | 65            | 12          |
| Интернационалне                 | 45            | 13          |
| Пријатељске                     | 86            | 87          |
| Куп Југославије                 | 4             | 1           |
| Куп европских шампиона          | 4             | 0           |
| Куп Југославије у оквиру Србије | 1             | 0           |
| Омладински турнир — Ријека      | 3             | 9           |
| Интернационални куп "МУХАМЕД V" | 2             | 0           |
| Укупно                          | 210           | 122         |

За Партизан су још играла Борина два рођена брата Милош и Милорад, међутим због разлике у годинама једино су Милош и Милорад играли заједно.